# 苯甲酸钠
苯甲酸钠是苯甲酸的鈉鹽，化学式為C
6H
5CO
2Na，是一種白色結晶固體。苯甲酸钠是很常用的食品防腐剂，E编码為E211。

## 自然產生
許多植物是苯甲酸及其鹽和酯的天然來源，尤其是蔓越莓和覆盆子等漿果。

## 生產
苯甲酸鈉通常通過用使苯甲酸中和氫氧化鈉生產。

## 用途

### 防腐劑
苯甲酸鈉可用作防腐劑。它最廣泛用於酸性食品，如沙拉醬、碳酸飲料、果醬和果汁、泡菜、調味料和霜凍優格。在藥品和化妝品中也用作防腐劑。在酸性条件下能转化为苯甲酸，具有抑菌作用。苯甲酸水溶性差，一般不直接使用。美國FDA將其作為食品防腐劑的濃度限制為0.1%（按重量計）。根據美國飼料控制官員協會的規定，苯甲酸鈉也被允許用作動物食品添加劑，最高含量為0.1%。在英國，大多數軟飲料中的苯甲酸鈉已被山梨酸鉀取代。

### 藥物
苯甲酸鈉因其結合胺基酸的能力而被用作尿素循環障礙的治療藥物。最近的研究表明，苯甲酸鈉作為附加療法（1g/天）可能對精神分裂症有益。
苯甲酸鈉與苯丁酸鈉一起可用於治療高氨血症。
苯甲酸鈉與咖啡因一起用於治療硬膜穿刺後頭痛、與吸毒過量導致的呼吸抑制，並與麥角胺一起治療血管性頭痛。

## 機制
苯甲酸鈉的防腐機制為：苯甲酸亲油性较强，容易穿过细胞膜进入细胞内，干扰细菌和霉菌等微生物细胞膜的通透性，抑制细胞膜对氨基酸的吸收。进入细胞内的苯甲酸分子抑制微生物细胞呼吸酶系的活性，使无氧呼吸中磷酸果糖激酶催化的反应速率下降95％，从而起到防腐作用。

## 对健康的影响
苯甲酸／苯甲酸盐天然存在于藍莓、蔓越莓、梅乾、肉桂和丁香中。少量的苯甲酸钠对人体无毒害，它可以在体内很快被吸收，主要与甘氨酸结合以马尿酸的形式排出体外，也有一小部分与葡糖醛酸结合为1-苯甲酰葡糖醛酸而排出。10－14小时便可从体内全部排出，因此少量的苯甲酸钠不会有积蓄作用。但是猫对苯甲酸比较敏感，過量攝取容易出现兴奋、神经过敏、失去听力和平衡等症状，因此在制造宠物食品时需注意，但少量攝取並不影響健康。
FDA规定食品中的苯甲酸钠含量不得超过0.1％（以重量计）。国际化学品安全署的研究发现每天摄入647－835mg每千克体重的苯甲酸钠不会对健康产生负面影响。
苯甲酸盐类防腐剂（苯甲酸钠、苯甲酸钾）可以与维生素C反应生成具有致癌性的苯，尤其在柑橘類飲料中更容易存在，(Sadighara et al., 2022)。由于各国对于饮料中苯的含量标准不一，不同的饮料中苯的含量也不相同，而且上述分解反应也与光照、加热和储存时间等诸多因素有很大关系，因此目前对苯甲酸盐产生的苯是否超标没有定论。这使得公众对苯甲酸盐毒性的质疑持续不断。可口可乐公司因此宣布将在其产品中逐渐禁止苯甲酸钠的使用，而用更加天然的防腐剂代替。但用另一种抗氧化剂代替抗坏血酸，添加 EDTA 或聚磷酸钠以螯合催化羟基自由基形成的金属离子，并审查储存条件和保质期以尽量减少产品暴露于高温和紫外线 (UV) 光下可以帮助饮料制造商减少或抑制其产品中苯的形成。
除了生成苯外，英国谢菲尔德大学的彼得·派珀在研究苯甲酸钠对活酵母细胞的影响后，认为苯甲酸钠自身便会对细胞线粒体中的DNA造成破坏。由于粒線体是细胞呼吸的场所，因此对线粒体的损害会影响细胞的正常功能，在严重时可能导致细胞凋亡，从而加速机体的衰老，这个研究结果并没有得到英国食品标准局的肯定。
此外在兒童中，超量攝入苯甲酸鈉可能與哮喘、過敏或注意力缺陷多動障礙有關，並會影響人體認知功能與神經調(Piper, 2018)過去也有研究认为碳酸饮料中的苯甲酸钠与其他人工色素共同食用可能会加剧儿童的多动症，但由于对苯甲酸钠的研究结论并不一致，因此这个研究结果并没有得到英国食品标准局的肯定。

## 延伸閱讀
- Kubota K, Ishizaki T. . Eur. J. Clin. Pharmacol. 1991, 41 (4): 363–8. PMID 1804654. Although the maximum rate of biotransformation of benzoic acid to hippuric acid varied between 17.2 and 28.8 mg.kg-1.h-1 among the six individuals, the mean value (23.0 mg.kg-1.h-1) was fairly close to that provided by daily maximum dose (0.5 g.kg-1.day-1) recommended in the treatment of hyperammonaemia in patients with inborn errors of ureagenesis
- Andersen A. . Int. J. Toxicol. 2006, 25 (Suppl 1): 11–27. PMID 16835129. doi:10.1080/10915810600716612.